# جون ك. فلويد
جون ك. فلويد (بالإنجليزية: John C. Floyd)‏ هو محامي وسياسي أمريكي، ولد في 14 أبريل 1858 في الولايات المتحدة، وتوفي بنفس المكان في 4 نوفمبر 1930. حزبياً، نشط في الحزب الديمقراطي. انتخب عضو مجلس النواب الأمريكي.